# Heinrich Pfeiffer (Wissenschaftsmanager)
Heinrich Pfeiffer (* 27. Januar 1927 in Weinbach; † 22. Dezember 2016) war ein deutscher Wissenschaftsmanager und ehemaliger Generalsekretär der Alexander-von-Humboldt-Stiftung.

## Leben
Pfeiffer wurde noch gegen Ende des Zweiten Weltkriegs eingezogen und als Pilot ausgebildet. Nach seiner Rückkehr aus der Kriegsgefangenschaft absolvierte er ein Studium der Pädagogik und Philosophie in Mainz, Frankfurt am Main, Bonn, Stuttgart und Minneapolis  (1951–52), das er mit einer Promotion in Philosophie abschloss.
Während seines Studiums arbeitete Pfeiffer von 1946 bis 1950 als Lehrer in Wiesbaden. Anschließend war er als Assistent an der Hochschule für Internationale Pädagogische Forschung in Frankfurt am Main tätig, bevor er im Jahr 1953 eine Stelle als Leiter der deutschen Abteilung der Fulbright-Kommission im Bereich Wissenschaftsmanagement annahm. Schließlich wechselte er 1956 auf Ruf von Werner Heisenberg ins Amt des Generalsekretärs der Alexander-von-Humboldt-Stiftung, wo er von 1964 bis zu seinem Eintritt in den Ruhestand 1995 zusätzlich als Geschäftsführendes Vorstandsmitglied tätig war.
Daneben war Pfeiffer in weiteren Stiftungen und Forschungsförderungsprogrammen tätig, darunter als Generalsekretär der Deutsch-Britischen Stiftung in London (1974–2000), als Mitglied der Canon-Stiftung und als Vizepräsident des Vorstands des Human Frontier Science Programms in Straßburg.
Im Jahr 1993 wurde Pfeiffer zum Ehrensenator der TU München ernannt, 1997 wurde er in die American Academy of Arts and Sciences gewählt, 1998 erhielt er die Leibniz-Medaille der Berlin-Brandenburgischen Akademie der Wissenschaften. Daneben war er Ehrenbürger der Universität Bonn.

## Veröffentlichungen (Auswahl)
- Das Menschenbild bei William Heard Kilpatrick. Dissertation, 1956.
- Ausländische Studenten an den wissenschaftlichen Hochschulen in der Bundesrepublik und West-Berlin 1951 – 1961. Steiner Verlag, Wiesbaden 1962.
- Rückblick über die Tätigkeit der Alexander-von-Humboldt-Stiftung in den letzten 20  Jahren: (1953 – 1973). Alexander-von-Humboldt-Stiftung, Bonn 1974.